# François Stuerhelt
François Stuerhelt (ou parfois Stuerholt) est un graveur hollandais du XVIIe siècle, mort à Altona près de Hambourg en 1652, qui a travaillé dans le royaume de France et dans le Saint-Empire.

## Biographie
François Stuerhelt est l'auteur d'une série de 67 portraits des personnages remarquables d'Anjou, parmi lesquels la famille du Bellay dont le poète Joachim Du Bellay, le maréchal de France Pierre de Rohan, Robert d'Arbrissel fondateur de l’Abbaye de Fontevraud, ou encore des comtes et ducs d'Anjou. C'est à la demande d'un éminent érudit angevin, Claude Ménard, qu'il réalise ces portraits pour illustrer un ouvrage qui n'a jamais abouti. Sa vie et ses œuvres sont restées peu connues. Il a effectué également 58 écussons armoriés de belle facture.
Outre ces portraits, François Stuerhelt est également l'auteur des séries des différents blasons de personnages célèbres ainsi que des chevaliers du Croissant, ordre éphémère, institué par le roi René.
François Stuerhelt a vécu à Amsterdam, en Anjou et à Hambourg. Il est mort le 17 mai 1652 à Altona.
Le British Museum, le Château de Versailles et le musée des beaux-arts d'Angers possèdent certaines de ses œuvres.

## Œuvre

### Gravure
- Jean du Bellay (1492-1559) Cardinal en 1535, diplomate, fonds du château de Versailles et de Trianon[7]
- Martin du Bellay (1495-1559) Seigneur de Langey, fonds du château de Versailles et de Trianon[8]
- Frédéric III (1609-1670), Roi de Danemark et de Norvège, fonds du château de Versailles et de Trianon[9]
- Simon de Maillé-Brézé (1515-1597), archevêque de Tours (1554), fonds du château de Versailles et de Trianon[10]
- Grégoire XI (1329-1378), pape en 1370, fonds du château de Versailles et de Trianon[11]
- Bathold Moller (1643-1667), juriste et maire de Hambourg[12]
- René Breslay, évêque de Troyes en 1604, dessin à la pierre noire[13]
- Louis XI (1423-1483), roi de France[14]
- Charles VIII (1470-1498), roi de France[14]
- Guillaume des Roches (1155-1222), sénéchal d'Anjou[15]
- François Grimaudet (1520-1580), avocat du roy à Angers[16]
- Henri III (1551-1589), roi de France[17]
- Mathieu Contrarel, Cardinal du titre de St Estienne[18]
- Pierre Ronsard (1524-1585), poète français
- Description de l'oeuvre de F. Stuerhelt (portraits, armoiries et écussons) dans le catalogue des planches du musée d'Angers[19]

## Galerie

Quelques gravures de François Stuerhelt
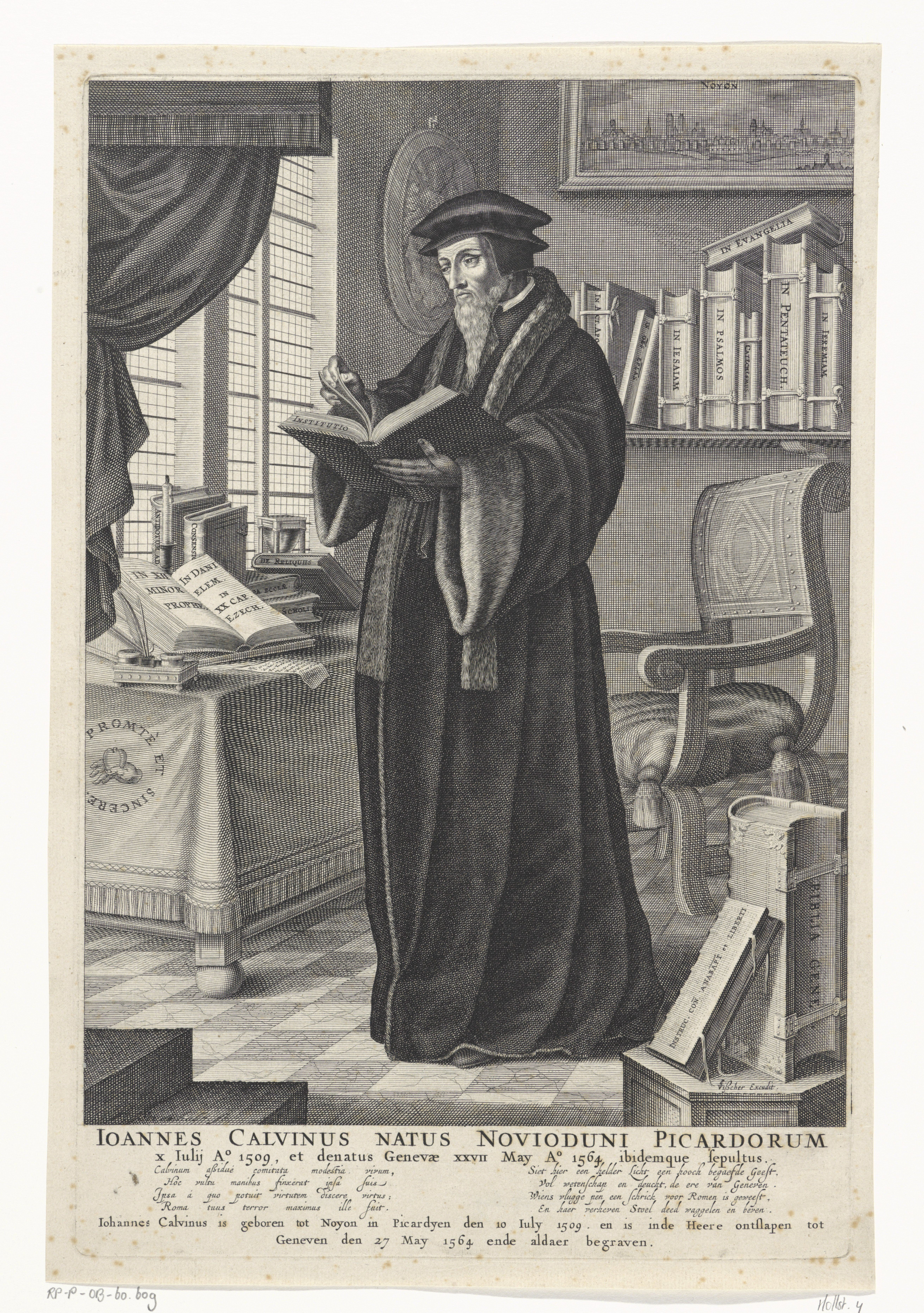
Portrait du réformateur Jean Calvin (1509-1564)
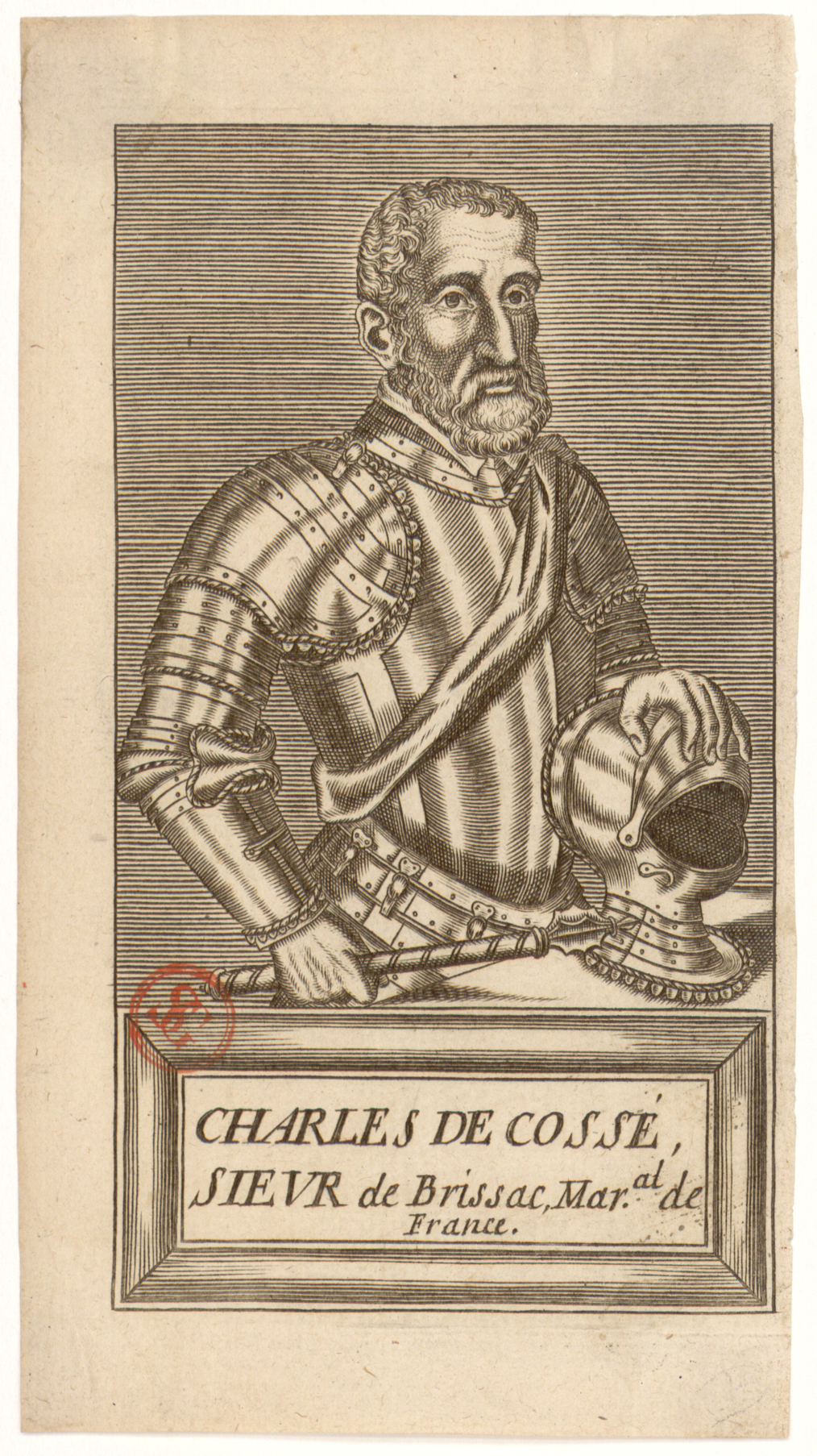
Charles II de Cossé (1550-1621), maréchal de France
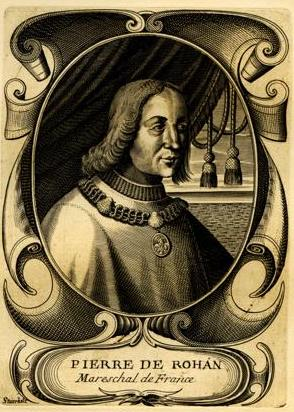
Pierre de Rohan
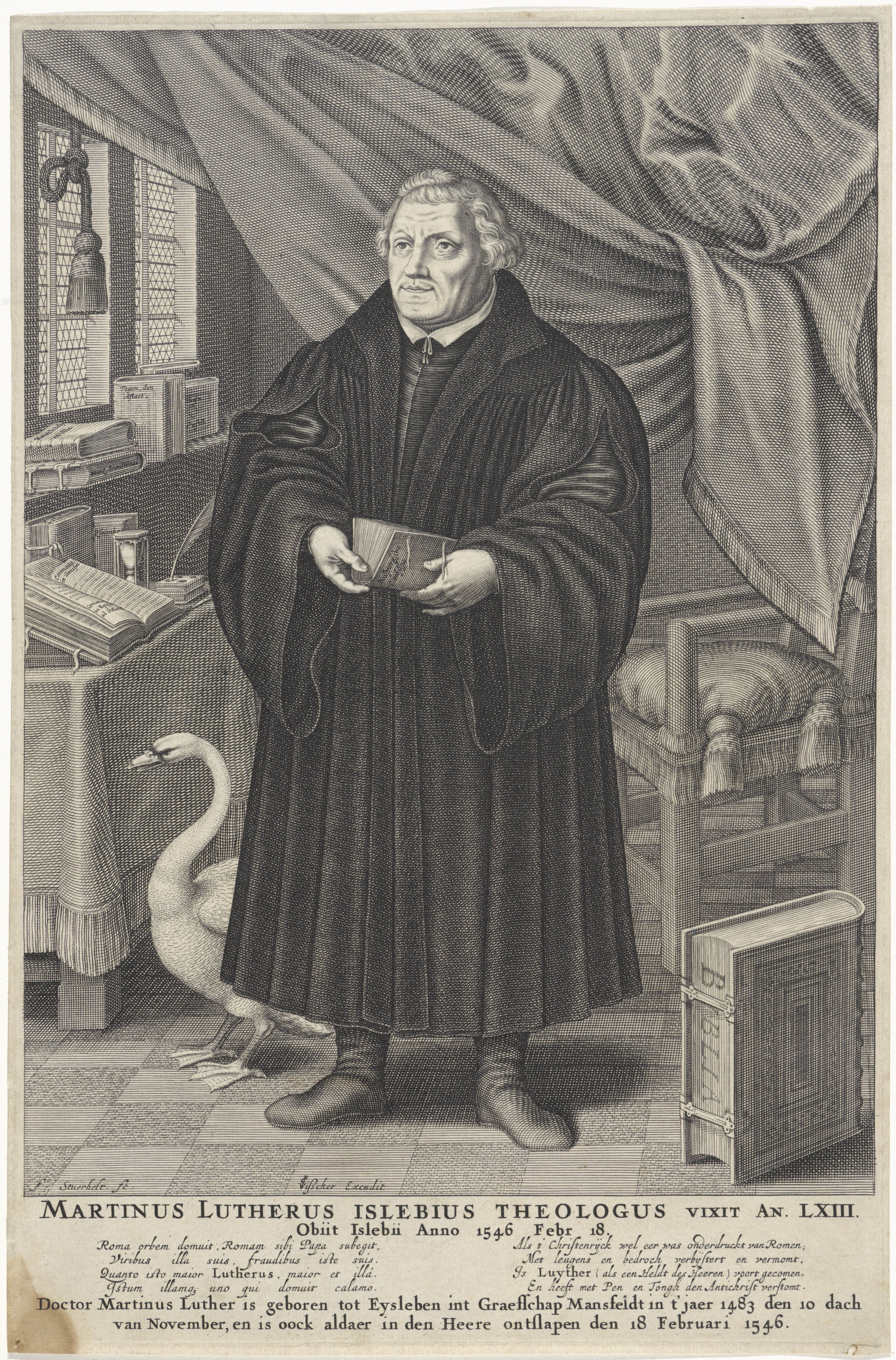
Portrait du réformateur Martin Luther (1483-1546)
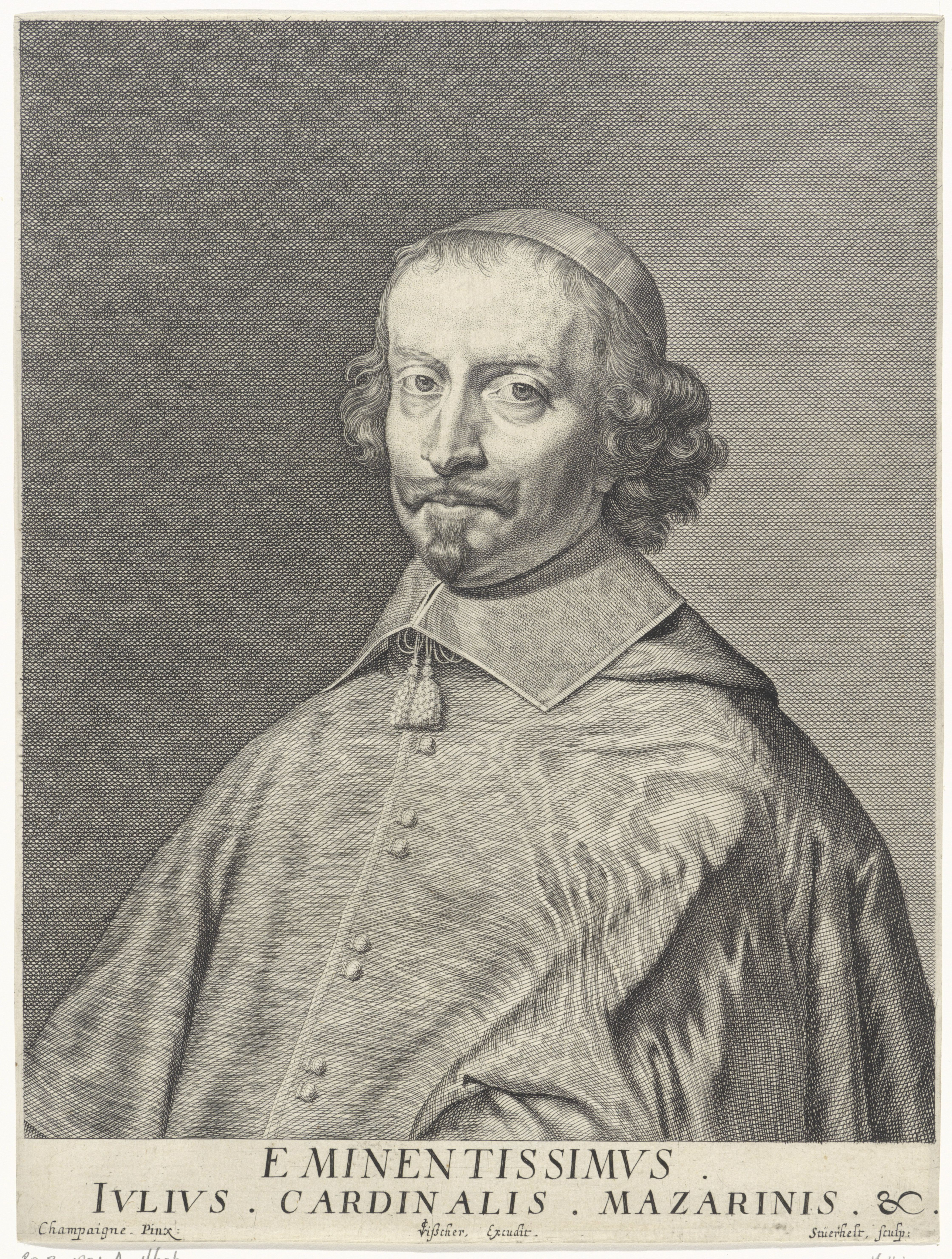
Le cardinal Jules Mazarin (1602-1661) d'après Philippe de Champaigne

### Illustration
Le frontispice de L'Adoration perpétuelle du Très-Saint Sacrement de l'autel instituée dans l'Église métropolitaine de Saint Étienne de Toulouse, édité par Jean Boude en 1656.